# 邪視

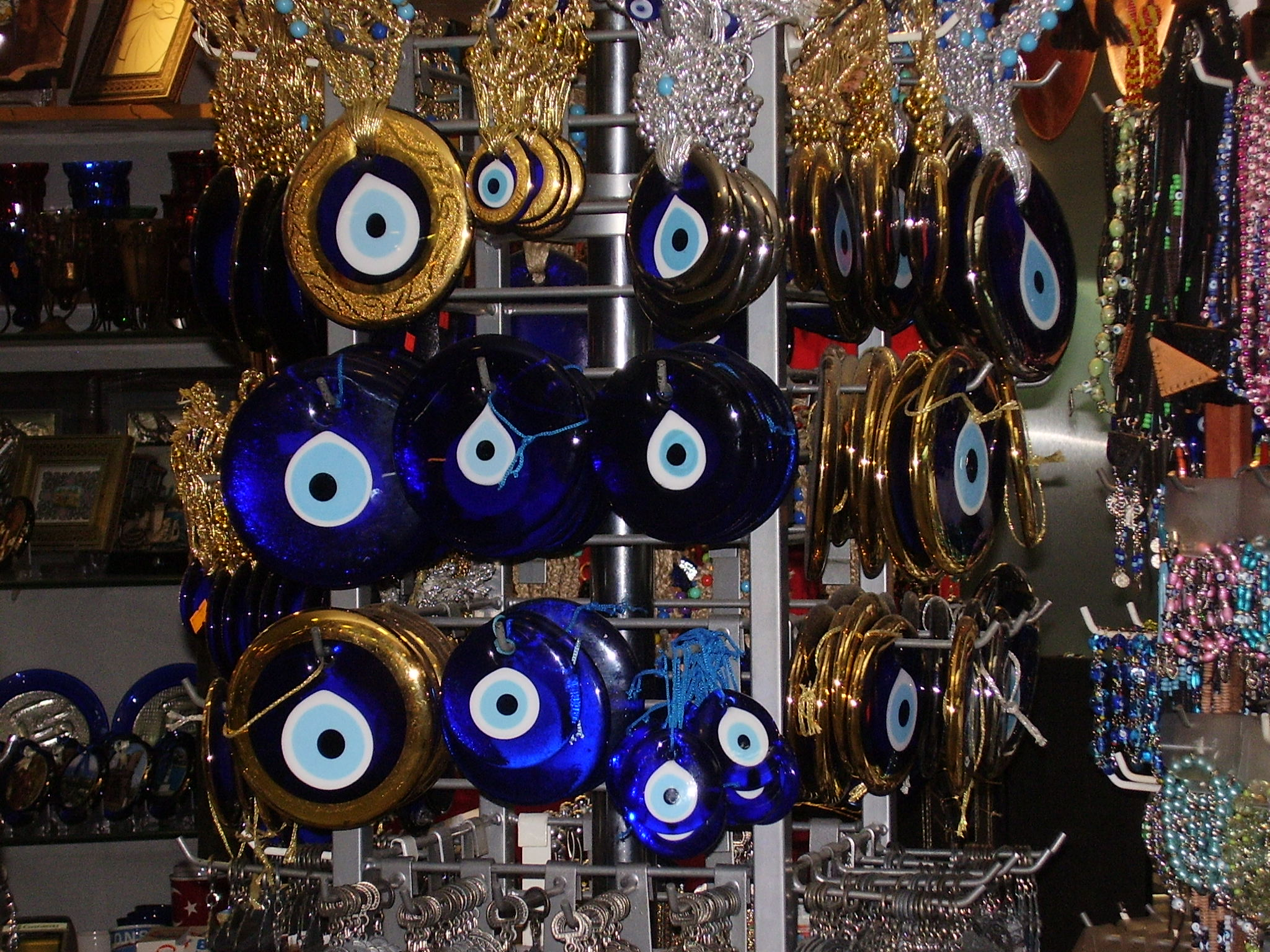
トルコの邪視避けの護符、ナザール

邪視（じゃし）は、世界の広範囲に分布する民間伝承の一つ。悪意を持って相手を睨みつけることにより、対象者に呪いを掛ける魔力。イーヴィルアイ(evil eye)、邪眼（じゃがん）、魔眼（まがん）とも言われる。
様々な民族の間でこの災いに対する信仰は形成されている。また、邪視、邪眼はしばしば魔女とされる女性が持つ特徴とされ、その視線は様々な呪いを犠牲者にもたらす。
邪視によって人が病気になり衰弱していき、ついには死に至ることさえあるという。
ちなみに邪視という言葉は博物学者南方熊楠による訳語であり、彼が邪視という概念を日本に紹介した。

## 中東とヨーロッパの邪視
いくつかの文化では、邪視は人々が何気なく目を向けた物に不運を与えるジンクスとされる。 他方ではそれは、妬みの眼差しが不運をもたらすと信じられた。南ヨーロッパそして中東では、青い瞳を持つ人間には邪視によって故意に、あるいは故意ではないものの､呪いを人々にかける力があるとして恐れた。
中東では、邪視に対抗するアミュレットとして青い円の内側に黒い円の描かれた塗られたボール（または円盤）が用いられた。 同様のお守りとしてファーティマの手がある。同様の目的で広くユーラシアでは天然石の虎目石や天眼石(縞瑪瑙)も利用される。

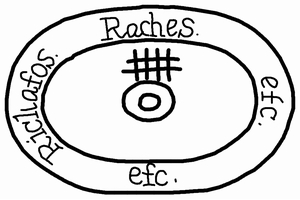
ドイツの邪視除けの護符

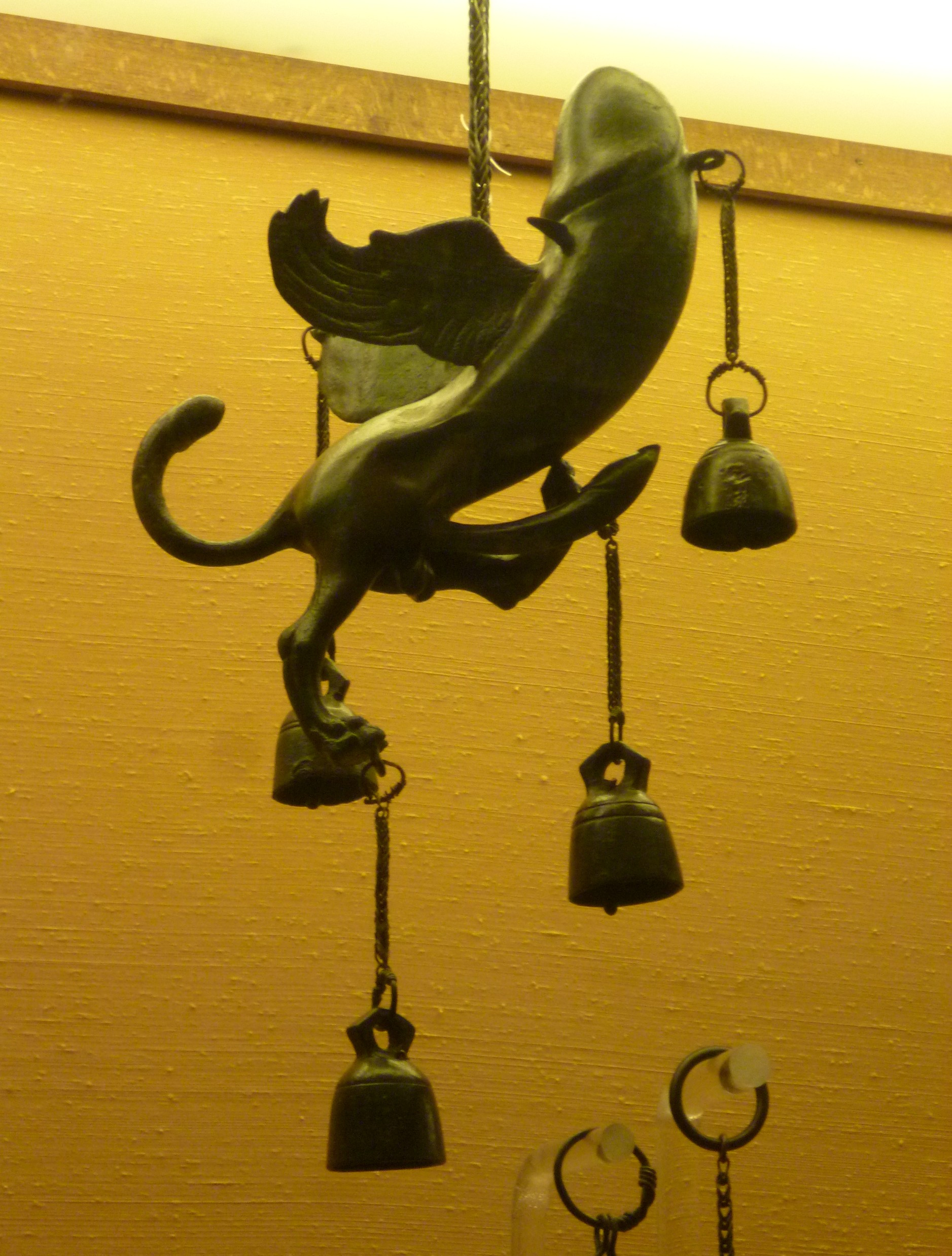
古代ローマのファリックチャーム

ヨーロッパ人の間では、地中海沿岸が最も邪視の信仰が強い。邪視を防ぐ伝統的な方法として地中海沿岸の船の舳先に大きな目が描かれているのをしばしば目にする。また邪視の信仰は北ヨーロッパ、特にケルトの圏内へ広まった。古代ローマでは、ファリックチャーム（陽根の魔除け）が対邪視に有効とされた（cf.金精様：アイヌにも似た迷信があった）。同様に日本でも縄文時代に儀式に用いられたと考えられている男性器を模した石棒が出土している。

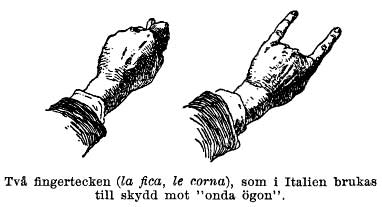
イタリアでの邪眼を払うハンドサイン｡コルナとマノ・フィコ

同じく邪視から身を守る動作としてコルナまたはマノ・コルヌータ（人差し指と小指を伸ばして後の指は握り込む動作）、マノ・フィコ（親指を人差し指と中指の間に挟んで握り込む動作で古代ローマでは男性器を表す）がある。
また今日侮蔑の意味でつかわれるファックサインは元来古代ローマでは上記のサイン同様に邪視除けのサインであった。
その一方でプリアーポスは侮辱の意味でも使われたことから両面性を持ち合わせたサインでもある可能性が残る。
ブラジルでは、 マノ・フィコの彫刻を幸運のチャームとして常に持ち歩く。これらの風習は、邪視文様をほと(女陰)として見たときに対応する男性器の象徴で対抗する、あるいは眼に対して先端恐怖症を想起させる事や、見るに堪えない見苦しいもので対抗する呪術の方法である。
邪視の迷信はヨーロッパからアメリカ州に持ち込まれた。1946年にアメリカ合衆国のマジシャン、アンリ・ガマシュが出版した邪視についてのいくつかのテキストはアメリカ合衆国南部のヴードゥー医に影響を与えた。